# Великий Кобелячек
Великий Кобелячек (укр. Великий Кобелячок) — село,
Великокобелячковский сельский совет,
Новосанжарский район,
Полтавская область,
Украина.
Код КОАТУУ — 5323480401. Население по переписи 2001 года составляло 659 человек.
Является административным центром Великокобелячковского сельского совета, в который, кроме того, входят сёла
Козубы,
Сулимы и
Шелкоплясы.

## Географическое положение
Село Великий Кобелячек находится на берегах реки Волчий,
выше по течению на расстоянии в 0,5 км расположено село Горобцы,
ниже по течению на расстоянии в 4 км расположено село Марковка (Кобелякский район).
Река в этом месте пересыхает, на ней сделано несколько запруд.

## Экономика
- ЧАФ «Кобелячек».

## Объекты социальной сферы
- Школа.
- Дом культуры.